# (6085) Fraethi
(6085) Fraethi (1987 SN3) – planetoida z pasa głównego asteroid okrążająca Słońce w ciągu 3,51 lat w średniej odległości 2,31 j.a. Odkryta 25 września 1987 roku.